# دنیلیه اسکارپا
دنیلیه اسکارپا (انگلیسی: Daniele Scarpa؛ زادهٔ ۳ ژانویهٔ ۱۹۶۴) قایقران کانو اهل ایتالیا بود.